# Municipio de Haley
El municipio de Haley (en inglés: Haley Township) es un municipio ubicado en el condado de Bowman en el estado estadounidense de Dakota del Norte. En el año 2010 tenía una población de 23 habitantes y una densidad poblacional de 0,25 personas por km².

## Geografía
El municipio de Haley se encuentra ubicado en las coordenadas 45°59′25″N 103°3′9″O / 45.99028, -103.05250. Según la Oficina del Censo de los Estados Unidos, el municipio tiene una superficie total de 93.27 km², de la cual 93,17 km² corresponden a tierra firme y (0,11 %) 0,1 km² es agua.

## Demografía
Según el censo de 2010, había 23 personas residiendo en el municipio de Haley. La densidad de población era de 0,25 hab./km². De los 23 habitantes, el municipio de Haley estaba compuesto por el 100 % blancos. Del total de la población el 0 % eran hispanos o latinos de cualquier raza.